# Воробйов Євген Геннадійович
Євге́н Генна́дійович Воробйо́в (1991, Миколаїв) — український військовослужбовець, солдат Збройних сил України.

## Життєпис
Миколаєвець Євген Воробйов рано осиротів. Батько помер, коли Євген був ще зовсім маленьким, а у 16 років втратив матір, яка померла після тяжкої хвороби. По закінченні школи юнак одразу пішов працювати. Строкову армійську службу проходив у військах протиповітряної оборони. Після демобілізації працював на станції технічного обслуговування.
З початком російської збройної агресії мобілізований на захист Батьківщини у першу хвилю часткової мобілізації, в березні 2014 року. Під час підготовки опанував нову спеціальність — навідника гранатомета АГС-17.
Солдат, навідник аеромобільно-десантного взводу аеромобільно-десантної роти 2-го аеромобільно-десантного батальйону 79-ї окремої аеромобільної бригади Високомобільних десантних військ України, в/ч А0224, м. Миколаїв.
З початку червня брав участь в антитерористичній операції на сході України, в зоні бойових дій поблизу українсько-російського кордону в районі Савур-могили.
12 червня 2014 року близько 12:00 поблизу села Степанівка Шахтарського району Донецької області колону українських військових, у складі якої перебував солдат Воробйов, атакували із засідки російські терористи. В бою загинув командир і земляк Євгена сержант Сергій Татарінов. Атаку терористів було відбито, вони відступили з втратами. Того дня в бою біля Степанівки сили АТО знищили 2 БТР, 2 танки та 2 автомобілі «Камаз» російських бойовиків, на яких були встановлені великокаліберні кулемети «Корд». У боях в районі Савур-могили та Степанівки десантники 79-ї бригади втратили двох вояків убитими та 21 пораненими. Євген вийшов з бою без жодної подряпини.
15 червня підрозділ знову потрапив у бойове зіткнення. Терористи обстрілювали десантників з автоматичної зброї, гранатометів та мінометів. Одна з гранат розірвалася поблизу Воробйова, він зазнав контузії й численних поранень рук та тулубу. Один із осколків зупинився за кілька сантиметрів від серця, зрикошетивши від маминого срібного хрестика, якого Євген ніколи не знімав.
Пораненого Євгена доправили до Дніпра, пізніше він проходив лікування у Миколаївському військовому госпіталі.

## Нагороди
26 липня 2014 року — за особисту мужність і героїзм, виявлені у захисті державного суверенітету та територіальної цілісності України, відзначений — нагороджений орденом «За мужність» III ступеня.